# Gnathodes fiscinella
Gnathodes fiscinella är en fjärilsart som beskrevs av Paul E. Whalley 1971. Gnathodes fiscinella ingår i släktet Gnathodes och familjen Thyrididae. Inga underarter finns listade i Catalogue of Life.